# Белгородские известия
«Белгородские известия» — ежедневная общественно-политическая газета, издаваемая автономной некоммерческой организацией «Издательский дом „Мир Белогорья“». Распространяется по подписке и в розничной продаже на территории Белгородской области. Подписка на «Белгородские известия» принимается во всех почтовых отделениях области и киосках «Роспечати».

## История
Газета учреждена в апреле 1997 года. Первый выпуск вышел 11 июня 1997 года под названием «Добрострой» в статусе официальной региональной газеты. В сентябре 1997 года по итогам читательского конкурса газета получила нынешнее название.
«Белгородские известия» с 1998 года является официальным изданием правительства Белгородской области.
«Белгородские известия» являются официальным публикатором региональных нормативных правовых актов: законов Белгородской области, постановлений Белгородской областной Думы, постановлений и распоряжений правительства и губернатора Белгородской области, постановлений Избирательной комиссии Белгородской области, отраслевых и ведомственных документов.
Первым главным редактором издания был в 1997—2008 годы Фёдор Фёдорович Хрусталёв. Затем в 2008—2013 годы газету возглавил Михаил Михайлович Лысов. С октября 2013 года исполняющим обязанности главного редактора является Ярослав Юрьевич Макаров.

## Анализ деятельности
Главное направление деятельности редакции «Белгородских известий» — оперативное освещение наиболее важных и ярких событий в жизни Белгородской области; анализ развития региона и характеризующих его экономических, политических и социально-культурных процессов; реализация тематических информационных проектов.
На региональном рынке прессы «Белгородские известия» занимают не самые высокие позиции. По результатам анкетирования, проведённого в 2014 году, эту газету читают всего 8 % опрошенных, с учётом того, что 41,67 % респондентов вообще не читают местных газет.

## Награды
В 2001 году лауреатом конкурса «Золотой гонг» стал журналист «Белгородских известий» Михаил Лысов, получивший награду в номинации «Результативность публикации».
В конкурсе на лучшее освещение выборов органов местного самоуправления и 20-летия избирательной системы РФ, в котором принимали участие 25 СМИ газета «Белгородские известия» заняла почётное 1 место.
В 2014 году во II областном конкурсе журналистских работ «Культурная жизнь Белгородчины» в номинации «Лучшая публикация в печатном издании» в список победителей попали Екатерина Михайловна Шаронова, обозреватель общественно-политической газеты «Белгородские известия» и Оксана Викторовна Придворева, внештатный корреспондент газеты «Белгородские известия», студентка 4-го курса факультета журналистики НИУ БелГУ.
11 декабря 2014 года «БелПресса» (интернет версия газеты) одержала победу в номинации «Интернет-издание года» во Всероссийском конкурсе «Золотой гонг — 2014».
На VI Московском международном телефестивале «Профессия — журналист», в рамках которого провели I Московский фестиваль-конкурс «Поют журналисты России», одним из победителей стал корреспондент «Белгородских известий» Алексей Стопичев. Он получил специальный приз Союза журналистов России за свою песню «Нам боевые не положены…».

## Учредители
Учредителями проекта стали: Правительство Белгородской области, Белгородская областная Дума, православная региональная организация «Белгородская и Старооскольская епархия РПЦ», автономная некоммерческая организация «Редакция газеты „Белгородские известия“».
Газета зарегистрирована Центрально-Чернозёмным управлением федеральной службы по надзору за соблюдением законодательства в сфере массовых коммуникаций и охране культурного населения, свидетельство о регистрации СМИ ПИ №ФС6-0812 от 31 июля 2007 года.